# Классические планеты в западной алхимии

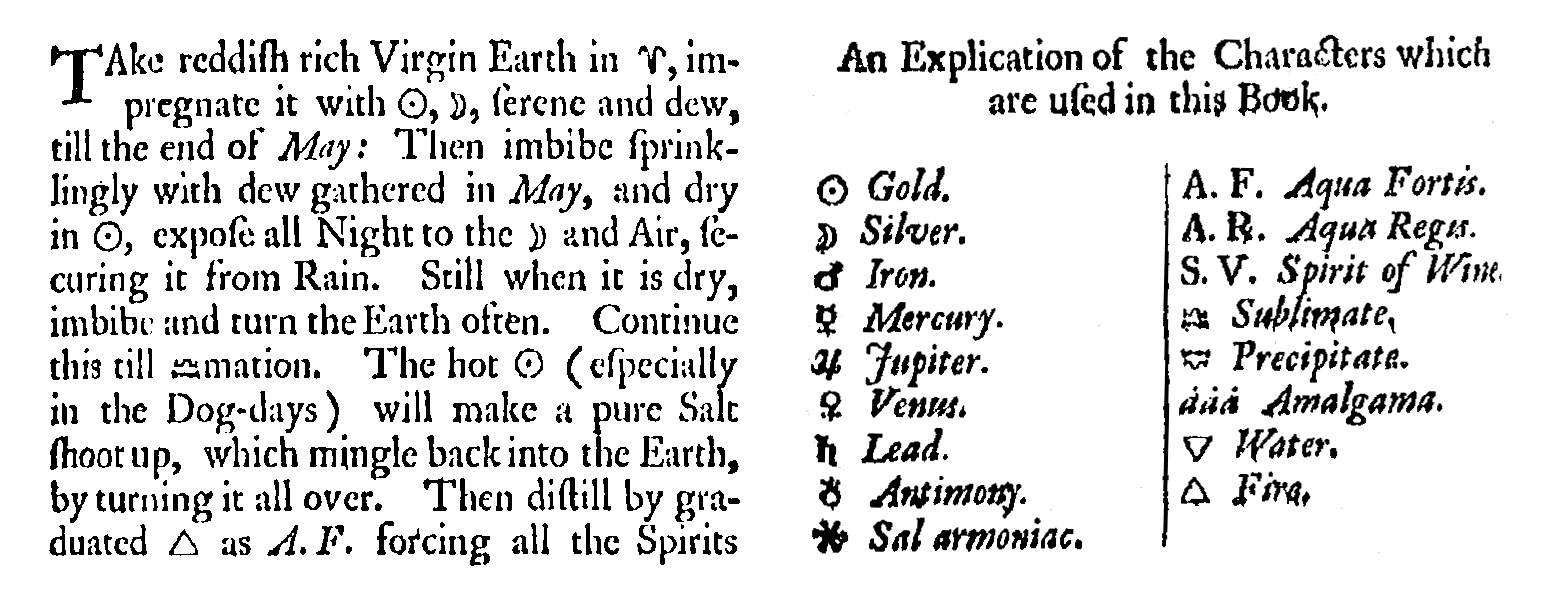
Фрагмент текста по алхимии XVII века.

Алхимические традиции тесно переплетаются с астрологическими, восходящими к ассирийско-вавилонским культам обожествления небесных светил, которые древние греки в середине первого тысячелетия до нашей эры переняли и применили эту практику в своих религиозных культах. Позже римляне, в свою очередь, органично соединили культы греческих богов со своими. В итоге современные названия семи известных в древности планет носят имена именно римских богов. Это — Солнце, Луна, Меркурий, Венера, Марс, Юпитер, Сатурн.

## Соответствие планет и металлов

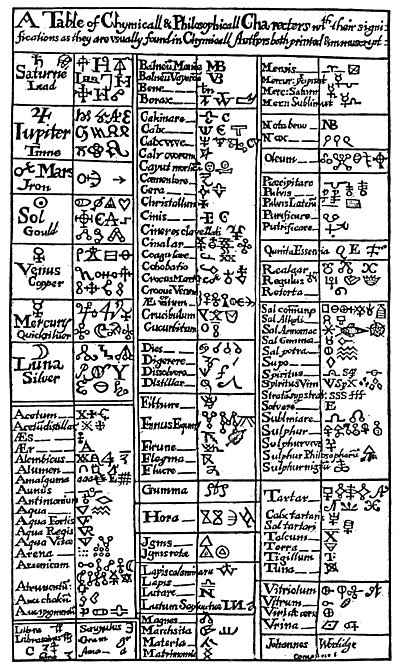
Таблица алхимических символов из трактата Василия Валентина 1670 года Последнее завещание.

В алхимии было установлено соответствие между семью известными планетами (светилами) и семью известными с древности металлами. Каждому светилу соответствовал определённый металл, которым оно «управляло».
Отрывок из записок алхимика (перевод Н. А. Морозова):
Семь металлов создал свет

По числу семи планет:

Дал нам космос на добро

Медь, железо, серебро,

Злато, олово, свинец…

Сын мой! Сера их отец!

И спеши, мой сын, узнать:

Всем им ртуть — родная мать!
- Солнце (Sol) ☉☼ управляет Золотом,
- Луна ☽ управляет Серебром,
- Венера ♀ управляет Медью,
- Марс ♂ управляет Железом,
- Юпитер  управляет Оловом,
- Меркурий ☿ управляет Ртутью,
- Сатурн ♄ управляет Свинцом.

Поскольку другие планеты и объекты Солнечной системы, включая Уран, Нептун, Плутон, астероиды и т. д. были открыты сравнительно недавно, в алхимии не было для них соответствующих символов.